# Strażnica KOP „Trybuchowce”

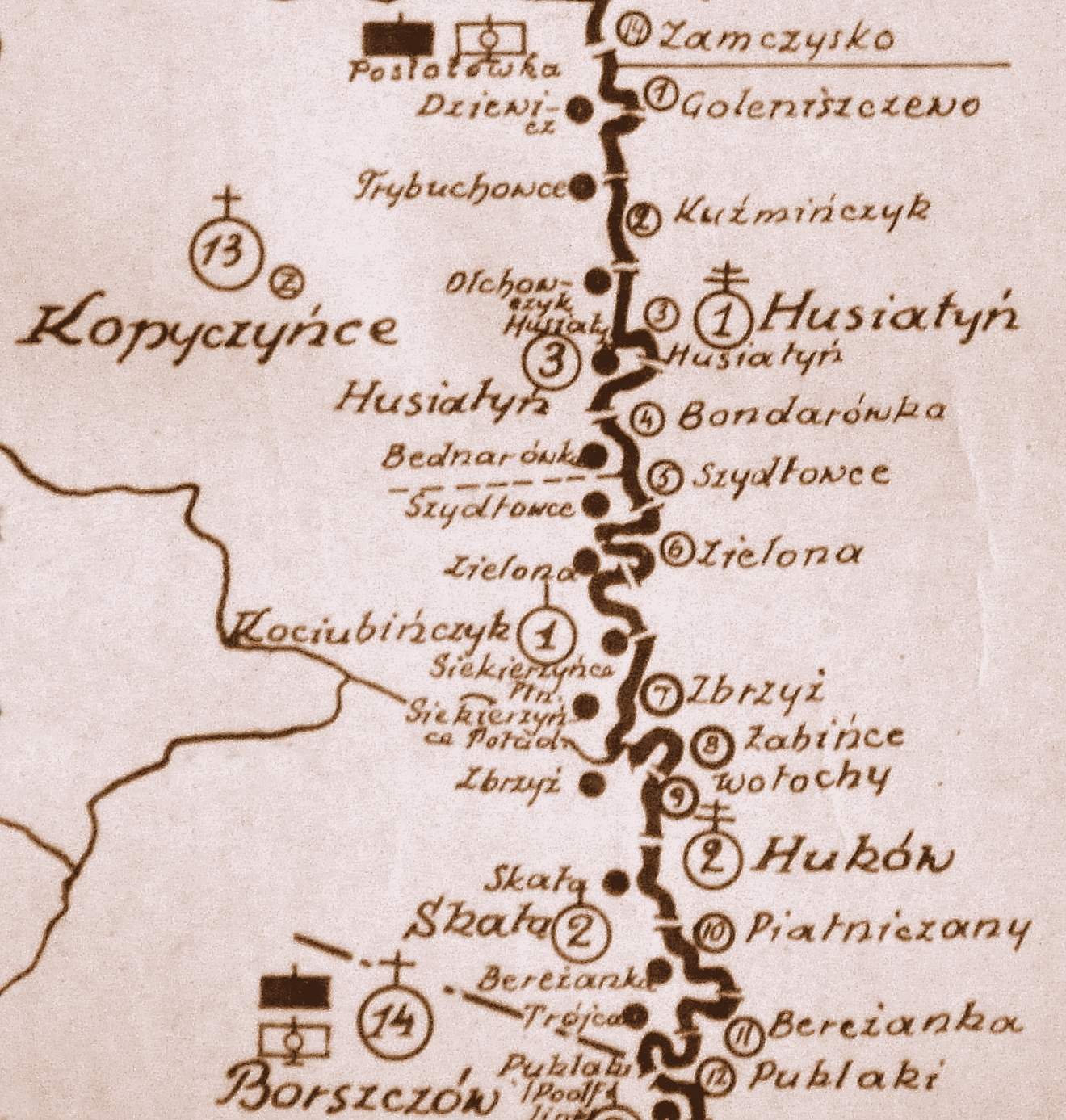
Rozmieszczenie batalionu KOP „Kopyczyńce” w 1931

Strażnica KOP „Trybuchowce” – zasadnicza jednostka organizacyjna Korpusu Ochrony Pogranicza pełniąca służbę ochronną na granicy polsko-sowieckiej.

## Formowanie i zmiany organizacyjne
W 1925, w składzie 4 Brygady Ochrony Pogranicza, został sformowany 13 batalion graniczny. W 1928 w skład batalionu wchodziło 13 strażnic. W latach 1928–1934 strażnica „Trybuchowce” znajdowała się w 3 kompanii granicznej KOP „Husiatyń” , a w 1938 w strukturze organizacyjnej 3 kompanii granicznej KOP „Postołówka”. Strażnica liczyła około 18 żołnierzy i rozmieszczona była przy linii granicznej z zadaniem bezpośredniej ochrony granicy państwowej.
W 1932 obsada strażnicy zakwaterowana była w budynku popolicyjnym. Strażnicę z macierzystą kompanią łączyła szosa długości 2 km i droga polna długości 2,2 km.

## Służba graniczna
Podstawową jednostką taktyczną Korpusu Ochrony Pogranicza przeznaczoną do pełnienia służby ochronnej był batalion graniczny. Odcinek batalionu dzielił się na pododcinki kompanii, a te z kolei na pododcinki strażnic, które były „zasadniczymi jednostkami pełniącymi służbę ochronną”, w sile półplutonu. Służba ochronna pełniona była systemem zmiennym, polegającym na stałym patrolowaniu strefy nadgranicznej, wystawianiu posterunków alarmowych, obserwacyjnych i kontrolnych stałych, patrolowaniu i organizowaniu zasadzek w miejscach rozpoznanych jako niebezpieczne, kontrolowaniu dokumentów i zatrzymywaniu osób podejrzanych, a także utrzymywaniu ścisłej łączności między oddziałami i władzami administracyjnymi.
Strażnica KOP „Trybuchowce” w 1932 ochraniała pododcinek granicy państwowej szerokości 4 kilometrów 900 metrów od słupa granicznego nr 2019 do 20258 kilometrów 200 metrów od słupa granicznego nr 2009 do 2025.
Sąsiednie strażnice:
- strażnica KOP „Dziewicz” ⇔ strażnica KOP „Olchowczyk” – 1928[2], 1929[3], 1931[4] , 1932[5], 1934[6]
- strażnica KOP „Postołówka” ⇔ strażnica KOP „Olchowczyk” – 1938[7]

## Działania zbrojne
17 września 1939 strażnice 3 kompanii granicznej „Postołówka” zaatakowane zostały przez spieszone pododdziały 34 Dywizji Kawalerii kombriga Cejtlina. Strażnica „Trybuchowce” stawiła krótkotrwały opór. Po jej opanowaniu napastnicy zamordowali dowódcę i innego podoficera w stopniu kaprala.

## Dowódcy strażnicy
- sierż. Jaraczewski ( – 1939)